# Munții Apuseni

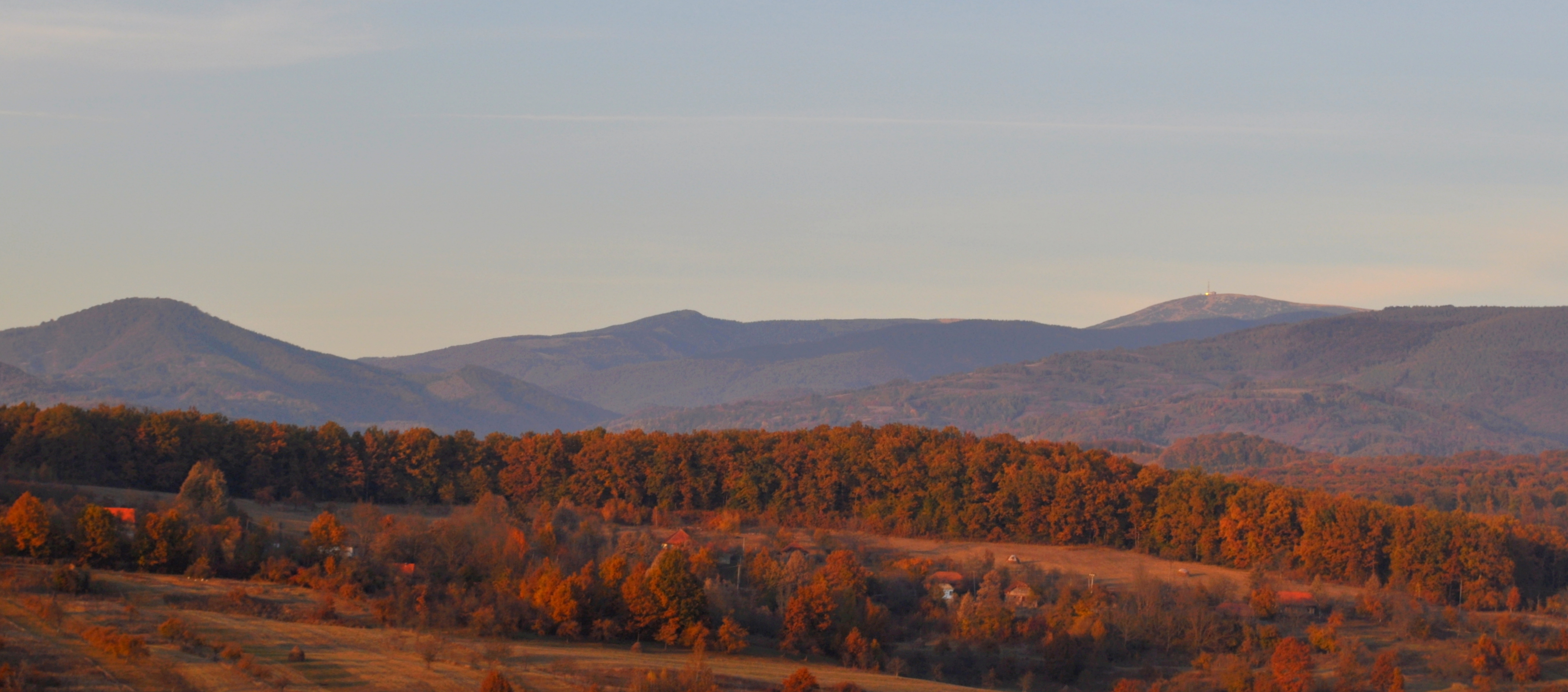
Vârfurile principale ale Munților Apuseni (în extrema dreaptă vârful Bihor, cu stația meteorologică)

Munții Apuseni sunt un lanț muntos din Transilvania, parte a Carpaților Occidentali. Cel mai înalt vârf este Vârful Bihor, din munții Bihor cu o altitudine de 1849 de metri. Sunt delimitați la nord de Râul Barcău, la sud de Râul Mureș, la vest de Dealurile și Câmpia de Vest, iar la est de Depresiunea Colinară a Transilvaniei. În Munții Apuseni se află peste 400 de peșteri.

## Geografie
Grupa montană aflată încă în studiu este situată în partea central-vestică a țării, constituind sectorul nordic al Carpaților Occidentali.
Limita în partea de sud este dată de Valea Mureșului, iar în est de contactul cu Depresiunea Colinară a Transilvaniei prin intermediul depresiunilor submontane (Alba-Iulia-Turda, Iara, Almaș, care se deschide în culoarul Someșului la Jibou) și al Podișului Someșan. În partea de vest, limita este realizată de contactul cu Dealurile Vestice și o mică porțiune cu Câmpia de Vest, limită cu profunde iregularități datorită penetrării spre zona montană a Câmpiei și Dealurilor Vestice sub forma unor depresiuni golfuri. Limita nordică este dată de contactul cu Dealurile Sălajului și Crasnei și în continuare de valea Barcăului.
Evoluția paleogeografică a acestui sector montan este strâns legată de evoluția Carpaților Occidentali și, în general, de evoluția întregului lanț carpatic. Încă din precambrian are loc individualizarea șisturilor cristaline, fiind mult mai bine conturate în silurian, în urma orogenezei caledoniene și mai ales în carbonifer ca urmare a mișcărilor hercinice care au afectat întreaga catenă carpatică cât și munții din Europa Centrală până în Dobrogea de Nord. Din carbonifer până la sfârșitul mezozoicului, Carpații au fost supuși succesiv mișcărilor orogenetice, proceselor vulcanice și metamorfice cu implicații asupra zăcămintelor naturale. Înălțarea acestei zone, ca de altfel a Carpaților, se produce în cretacic (mezozoic) în urma orogenezei alpine, având loc, totodată, mișcări de prăbușire , formându-se o serie de depresiuni (Gurahonț , Brad), care au funcționat ca domenii lacustre, în care râurile carpatice au depus sedimente. După cretacic, Carpații Apuseni sunt supuși proceselor de modelare, formându-se platformele de eroziune, cu altitudini mai mici decât cele din Carpații Meridionali (Borăscu- 2000 m; Râu-Șes- 1200 m - 1600 m; Gornovița sau a Predealului- 1000 m), datorită înălțării mai puțin spectaculoase a Carpaților Occidentali față de cei Meridionali. În paleogen au loc numeroase transgresiuni și regresiuni marine în bazinele depresionare precum și consolidarea maselor ale orogenului carpatic. Datorită erupțiilor vulcanice din a doua jumătate a neogenului s-au înălțat Munții Metaliferi.
Definitivarea înălțării Carpaților Apuseni se realizează la începutul cuaternarului. În această perioadă are loc retragerea apelor din depresiuni și formarea rețelei hidrografice. Tot în cuaternar are loc diferențierea speciilor vegetale pe trepte de altitudine și apariția umană care va contribui activ la modelarea mediului geografic.

## Geneză și geologie

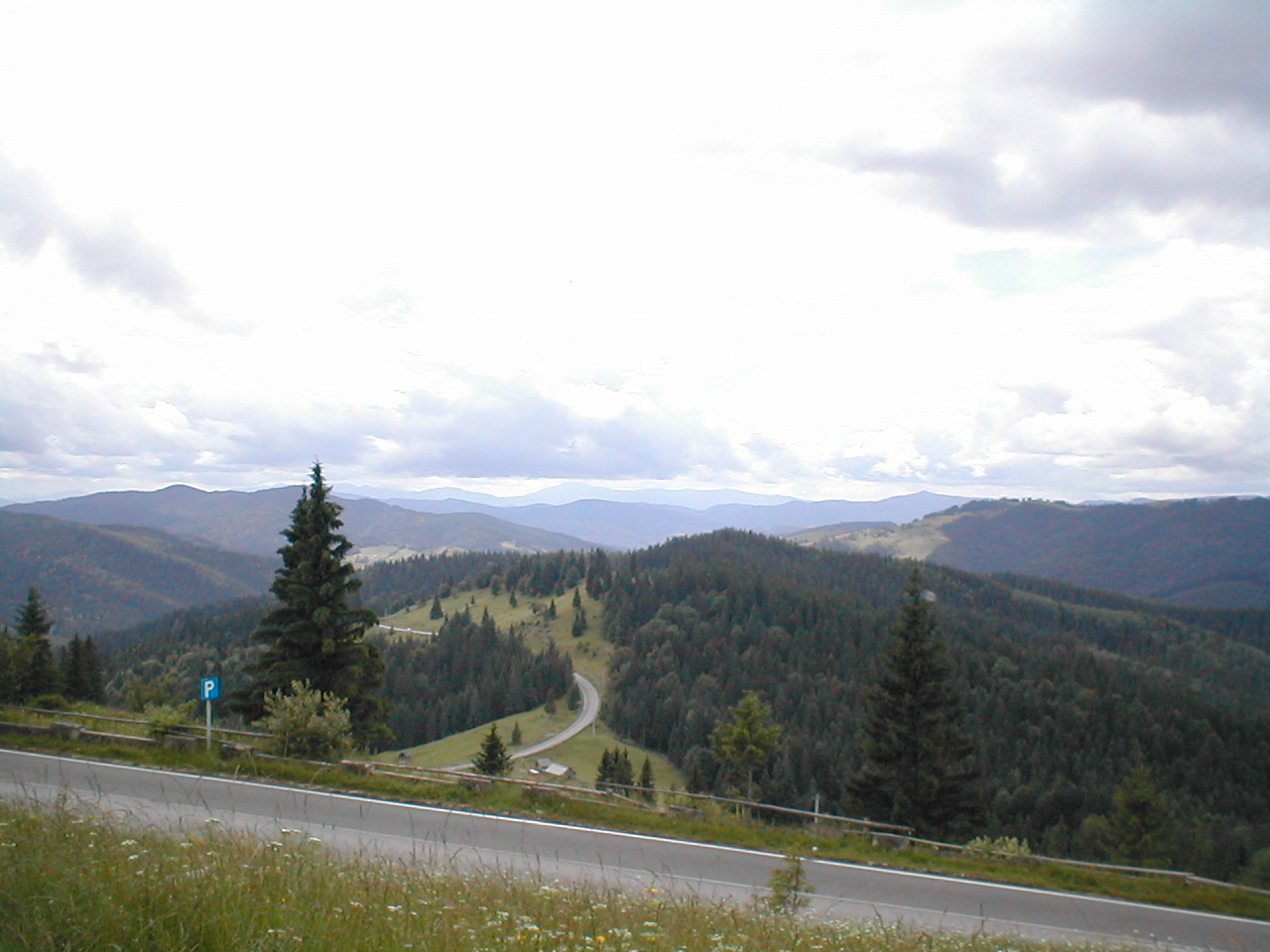
Carpații

Munții Apuseni sunt munți tineri, de încrețire, formați în orogeneza alpino-carpato-himalayana. Sunt compuși în general dintr-un mozaic de roci, predominant calcare, de aceea se explică numărul foarte mare de peșteri existente în zonă.

## Relief
Relieful este unul carstic, bine dezvoltat, alcătuit din peșteri (Peștera Urșilor, Peștera Meziad), chei (Cheile Turzii), defilee (Defileul Mureșului). Altitudinile nu depășesc 2.000 m, cu maxime de 1.849 m, la Vârful Bihor, 1.836 m Vârful Vlădeasa, respectiv 1.826 Muntele Mare. În medie altitudinile oscilează în jurul a 1.000 de metri.
Masivele muntoase pornesc radiar, din centru și intră în contact direct cu Câmpia de Vest, prin depresiunile "golf": Zarand, Beiuș, Vad Borod, bine populate, așezările urcând până la 1600 m. Principalele căi de traversare a Apusenilor sunt Pasul Vălișoara Vântului, Pasul Vârtop și Pasul vanturilor....

## Diviziuni

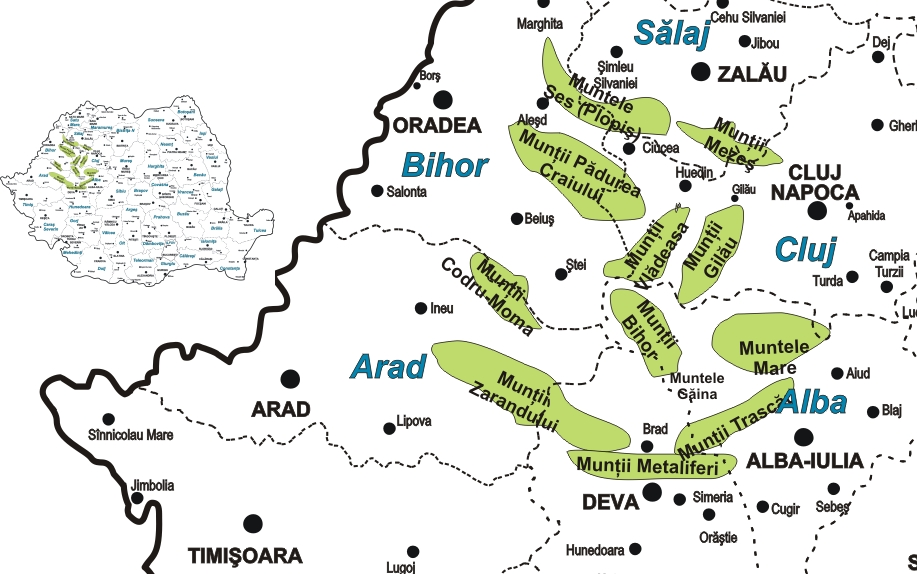
Localizarea Apusenilor și a diviziunilor lor

### Munții Crișului
- Dealurile Crișene, incl. Depresiunea Beiușului, Depresiunea Vad
- Munții Pădurea Craiului (Vârful Runcului, 822 m)
- Munții Codru-Moma (Vârful Pleșu, 1.112 m)

### Munții Șes-Meseșului
- Munții Meseșului (Vărful Măgura Priei, 996 m)
- Muntele Șes (Plopiș) (Vârful Măgura Mare, 918 m)
- Depresiunea Șimleu, considerată deseori parte a Bazinului Transilvănean-Podișul Someșan
- Munții Șimleu, considerați deseori parte a Bazinului Transilvănean-Podișul Someșan (Vârful Măgura Șimleului, 597 m)

### Masivul Bihor
- Munții Vlădeasa (Vârful Vlădeasa, 1.836 m)
- Munții Bihorului (Vârful Bihor[1] (Cucurbăta Mare), 1.849 m)
- Muntele Mare (Vârful Muntele Mare, 1.826 m)
- Munții Gilăului (Vârful Chicera Comării, 1.475 m)
- Muntele Găina (vârful Găina, 1.486 m)
- Depresiunea Brad
- Depresiunea Huedin

### Munții Mureșului
- Munții Zarandului (Vârful Drocea, 835 m)
- Munții Metaliferi (Vârful Poienița, 1.437 m)
- Munții Trascăului (Vârful Dâmbău, 1.369 m)

## Hidrografie

Ruinele cetății Bologa, la poalele Masivului Vlădeasa

Munții Apuseni sunt traversați de mai multe râuri, existând și o serie de lacuri formate. Printre cele mai importante se află:
- Râul Someșul Mic
- Râul Crișul Repede, Râul Crișul Alb și Râul Crișul Negru
- Râul Barcău
- Râul Arieș
- Râul Ampoi
- Lacurile carstice Vărăsoaia și Ighiu
- Lacul Fântânele
- Lacul Tarnița

## Clima
Clima este una temperat-continentală moderată cu nuanțe de tranziție, având și influențe oceanice. Temperatura medie anuală este între 6 și 10°C, precipitațiile fiind de 700-1.000 mm/an.

## Fauna și vegetația
Vegetația este alcătuită din păduri de foioase și conifere (la peste 1.300 m). Fauna este foarte diversă, fiind prezente specii ca vulpea, lupul, jderul, cerbul, căprioara, veverița și ursul. În total se pot identifica 45 de specii de mamifere, toate acestea aflându-se în Parcul Natural ce poartă numele munților. Avifauna este reprezentată în acest loc de cocoșul de munte, acvila țipătoare mică și de munte, diferite specii de ciocănitori și multe altele. Recent, într-un articol publicat în decembrie 2011, se arată că în galeriile de la Roșia Montană și în sat, față de cele 9 specii de lilieci (indicatori ecologici și pentru biodiversitate) cunoscute anterior la Roșia Montană, s-au identificat alte 3 specii noi.

## Populația și așezările
Zona se remarcă printr-o densitate scăzută a populației, fiind totuși, cei mai populați munți de pe teritoriul României. Așezările sunt compuse din sate mici, numite "crânguri", risipite (gospodării împrăștiate, despărțite prin fânețe sau pășuni), în județele Arad, Bihor, Cluj, Alba și Hunedoara.

## Obiective turistice
- Cascada Iadolina
- Cascada Evantai
- Cascada Moara Dracului
- Cascada Răchițele (Vălul Miresei)
- Cascada Săritoarea Ieduțului
- Cascada Vârciorog
- Cascada Pătrăhăițești (Buciniș)
- Cetățile Ponorului
- Cetățile Rădesei
- Cheile Albacului
- Cheile Mândruțului
- Cheile Galbenei
- Cheile Râmeților
- Cheile Ordancușei
- Cheile Turzii
- Cheile Turului / Turenilor
- Canion Sighiștel
- Izbucul Tăuzului
- Izbucul Cotețul Dobreștilor
- Lacul Fântânele
- Lacul Floroiu (Valea Drăganului)
- Lacul Leșu
- Lacul Tarnița
- Peștera Coiba Mare
- Peștera Coliboaia
- Peștera Hodobana
- Peștera Meziad
- Peștera Măgura
- Peștera Porțile Bihorului
- Peștera Poarta lui Ionele
- Peștera Scărișoara
- Peștera Drăcoaia
- Peștera Pișolca
- Peștera Urșilor
- Peștera Huda lui Papară
- Peștera Poarta Zmeilor
- Peștera Vârtop
- Peștera Vântului
- Piatra Galbenei
- Rezervația naturală Padiș
- Țara Moților
- Vârful Bihorul
- Vârful Gaina
- Vârful Bihor
- Vârful Tăul Mare